# Hospital Universitario Erasmo Meoz
El Hospital Universitario Erasmo Meoz es el centro de salud más importante de Cúcuta y del departamento Norte de Santander con categoría  nivel cuarto de complejidad. Su nombre es en homenaje a Erasmo Meoz Wills primer médico oriundo del departamento quien murió el 1 de junio de 1918 y cuyos restos descansan en la entrada del edificio.
Además es un importante centro de prácticas para los alumnos de pregrado y posgrado de las facultades de Medicina, Bacteriología, Fisioterapia, Enfermería, Fonoaudiología, Psicología, Terapia ocupacional Instrumentación Quirúrgica y Nutrición y Dietética, de la Universidad Francisco de Paula Santander, la Universidad de Pamplona, la Universidad de Santander, la Universidad Autónoma de Bucaramanga, la Universidad Industrial de Santander, la Universidad Cooperativa de Colombia y la Universidad de los Andes (Venezuela).

## Especialidades y sub-especialidades
El hospital cuenta con médicos y profesionales de la salud especializados en las siguientes áreas:
- Anestesiología
- Medicina interna
- Cirugía general
- Neumología
- Cirugía de mano
- Neurología
- Cirugía gastrointestinal
- Nutrición y Dietética
- Cirugía maxilofacial
- Oncología
- Cirugía oral
- Otorrinolaringología
- Cirugía vascular y angiológica
- Infectología
- Endocrinología
- Fisiatría
- Fisioterapia
- Ginecología y Obstetricia
- Cardiología
- Medicina física y Rehabilitación
- Cirugía de mama y tumores de tejidos blandos
- Nefrología
- Neurocirugía
- Cirugía oncológica
- Oftalmología
- Cirugía plástica
- Ortopedia y Traumatología
- Colonproctología
- Psiquiatría
- Psicología
- Odontología
- Endoscopia
- Gastroenterología
- Ontología
- Gerontología
- Pediatría
- Hematología
- Toxicología
- Urología
- Fonoaudiología
- Bacteriología
- Farmacología